# Equação de continuidade
Em física, uma equação de continuidade expressa uma lei de conservação de forma matemática, tanto de forma integral como de forma diferencial.

## Geral
A fórmula geral para uma equação de continuidade é
{\displaystyle {\frac {\partial \varphi }{\partial t}}+\nabla \cdot (\varphi {\vec {v}})=s}
onde {\displaystyle \scriptstyle \varphi } é qualquer quantidade, {\displaystyle {\vec {v}}} é a velocidade do fluido e s descreve a geração (ou remoção) de {\displaystyle \scriptstyle \varphi }. Esta equação pode ser derivada por considerar os fluxos em um compartimento infinitesimal. Esta equação geral deve ser usada para derivar qualquer equação de continuidade, desde uma simples como a equação de continuidade de um volume a complicadas como as equações de Navier-Stokes. Esta equação também generaliza a equação de advecção.

## Teoria eletromagnética
Em teoria eletromagnética, a equação de continuidade vem derivada de duas das equações de Maxwell. Estabelece que a divergência da densidade de corrente é igual ao negativo da derivada da densidade de carga respectiva ao tempo.
A densidade da corrente é o movimento de densidade de carga. A equação da continuidade diz que se a carga se move para fora de um volume diferencial (isto é, a divergência da densidade de corrente é positivo), então a quantidade de carga no interior desse volume vai diminuir, portanto, a taxa de variação da densidade de carga é negativa. Portanto, a equação da continuidade mostra que existe conservação da carga.
Em outras palavras, só poderia haver um fluxo de corrente se a quantidade de carga varia com o passar do tempo, já que está diminuindo ou aumentando em proporção à carga que é usada para alimentar tal corrente.
{\displaystyle \nabla \cdot {\vec {J}}=-{\partial \rho  \over \partial t}}
Esta equação estabelece a conservação da carga.

## Mecânica de fluidos
Em mecânica de fluidos, uma equação de continuidade é uma equação de conservação da massa amplamente usada na física e na engenharia. Sua forma diferencial é:
{\displaystyle {\vec {\bigtriangledown }}\bullet {\vec {J}}={\frac {-\partial \rho }{\partial t}}}
seja {\displaystyle {\vec {J}}} a densidade de corrente e {\displaystyle \rho } a densidade do fluido. A fórmula nos diz que se a variação da densidade de corrente em relação ao tempo é proporcional à variação da densidade em relação ao tempo. Em um primeiro momento esta fórmula parece ser complicada, todavia após a dedução a seguir ela se tornará intuitiva para deslocamento de fluidos e inclusive para deslocamentos de carga.
Começamos a dedução a partir de uma suposição, dentro do volume analisado não há criação de massa ou sumiço da mesma, ou seja, não haverá nenhuma torneira nem nenhum cano de dreno por exemplo. Vamos supor que temos uma caixa de volume elementar,
{\displaystyle \Delta V=\Delta x\Delta y\Delta z}
a qual por ela existe um deslocamento de um fluido qualquer, a função vetorial que rege a velocidade deste fluido é
{\displaystyle {\vec {v}}(x,y,z,t)=v_{1}{\vec {i}}+v_{2}{\vec {j}}+v_{3}{\vec {k}}}
e a densidade de corrente é:
{\displaystyle {\vec {J}}(x,y,z,t)=J_{1}{\vec {i}}+J_{2}{\vec {j}}+J_{3}{\vec {k}}}({\displaystyle {\vec {J}}} é massa por unidade de área por unidade de tempo)
A massa que sai pela face {\displaystyle xz} em um determinado tempo por unidade de área é:
{\displaystyle J_{2}(x,y+\Delta y,z,t)}
e a massa que entra é 
{\displaystyle J_{2}(x,y,z,t)}. 
Portanto se fizermos {\displaystyle \left(J_{2}(x,y+\Delta y,z,t)-J_{2}(x,y,z,t)\right)\Delta x\Delta z} teremos a diferença de massa de saída pela massa de entrada.
Podemos somar a contribuição de todas as faces no volume infinitesimal obtendo, portanto:
{\displaystyle [{\frac {\Delta J_{1}}{\Delta x}}+{\frac {\Delta J_{2}}{\Delta y}}+{\frac {\Delta J_{3}}{\Delta z}}]\Delta V}
Supondo que esta variação seja devido à variação da densidade em relação ao tempo, e aplicando o limite para termos a fórmula para um ponto do espaço:
{\displaystyle {\vec {\bigtriangledown }}\bullet {\vec {J}}={\frac {-\partial \rho }{\partial t}}}, obtemos portanto a equação apresentada no inicio do texto.
Como dito anteriormente não há fontes e também não há sumidouros, desta forma tivemos que atribuir esta diferença de massa à outra causa. Vejamos que faltou levarmos em consideração apenas uma hipótese, o que acontecerá se houverem flutuações temporais na densidade? Desta forma, como dito no paragrafo anterior, a variação do que entra em relação ao que sai, quando o fluido está em uma região livre de fontes e sumidouros, é consequência das flutuações da densidade do fluido no tempo em um determinado ponto do espaço
É uma das três Equações de Euler (fluidos).

## Mecânica quântica
Em mecânica quântica, a conservação de probabilidade também resulta uma equação de continuidade. Resultando P(x, t) ser uma função densidade de probabilidade e escreve
{\displaystyle \nabla \cdot \mathbf {j} =-{\partial  \over \partial t}P(x,t)}
onde J é fluxo de probabilidade.

## Quadricorrentes
A conservação de uma corrente (não necessariamente uma corrente eletromagnética) é expressa compactamente como a divergência do invariante de Lorentz de uma quadricorrente:
{\displaystyle J^{a}=\left(c\rho ,\mathbf {j} \right)}
onde
c é a velocidade da luz
ρ a densidade de carga
j a convencional densidade de corrente.
a define a dimensão do espaço-tempo
de modo que desde
{\displaystyle \partial _{a}J^{a}={\frac {\partial \rho }{\partial t}}+\nabla \cdot \mathbf {j} }
então
{\displaystyle \partial _{a}J^{a}=0}
implica que a corrente é conservada:
{\displaystyle {\frac {\partial \rho }{\partial t}}+\nabla \cdot \mathbf {j} =0}